# Lovell Augustus Reeve
Lovell Augusto Reeve (1814 - 1865) fue un conquiliólogo y malacólogo y editor inglés.

## Reseña biográfica
Nació en Ludgate Hill el 19 de abril de 1814, era hijo de Thomas Reeve, mercero, y Fanny Lovell. Después de asistir a la escuela en Stockwell, lo pusieron de aprendiz a la edad de 13 años en Graham, un telar local. La posibilidad de comprar algunas conchas condujo a un interés permanente por la conquiliología. En 1833 asistió a la reunión de la Asociación Británica para el Avance de la Ciencia en Cambridge. Al final de su aprendizaje Reeve realizó una visita a París, donde se leyó un trabajo sobre la clasificación de los moluscos antes de que se presentara en la Academia de Ciencias. A su regreso a Londres se puso a trabajar en su primer libro, Conchologia Systematica (2 vols. Londres, 1841-2).
Desde 1842, el actúa como operador y distribuidor de la historia natural de la colección Van Ryder de las Molucas holandesas, beneficios obtenidos de un funcionario de la tienda ubicada en Róterdam y con la ayuda de amigos el abrió una tienda en King William Street, Strand. Fue elegido miembro de la Sociedad Linneana de Londres en 1846 y de la Sociedad Geológica de Londres en 1853, y miembro honorario en el extranjero de varias sociedades científicas. De 1850 a 1856 editor y propietario era de la Gaceta Literaria. Alrededor de 1848 se trasladado a Henrietta Street, Covent Garden, aunque posteriormente vivirá en otra parte de los alrededores de Londres, y finalmente regresa en 1864.a vivir en al lugar de sus negocios en King William Street, Strand.
Reeve murió en el Covent Garden, 18 de noviembre de 1865, y fue enterrado en el cementerio de West Norwood

## Bibliografía de Revee

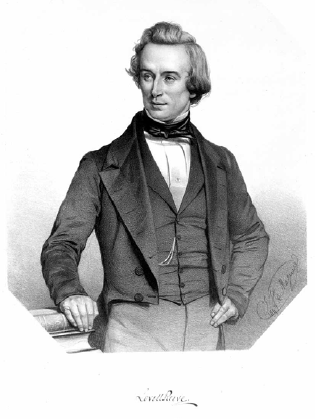
Lovell Augusto Reeve

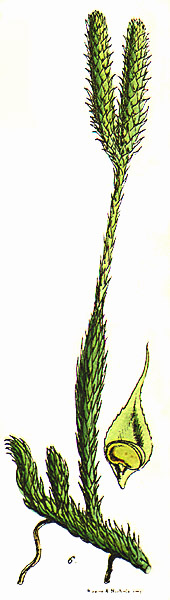
Planta de Lycopodium clavatum (esporófito) con un par de estróbilos, la mayor parte tomados de una sola esporofila. Proviene la ilustración de: Una historia popular de los helechos y plantas afines británicos publicados por Lovell Reeve

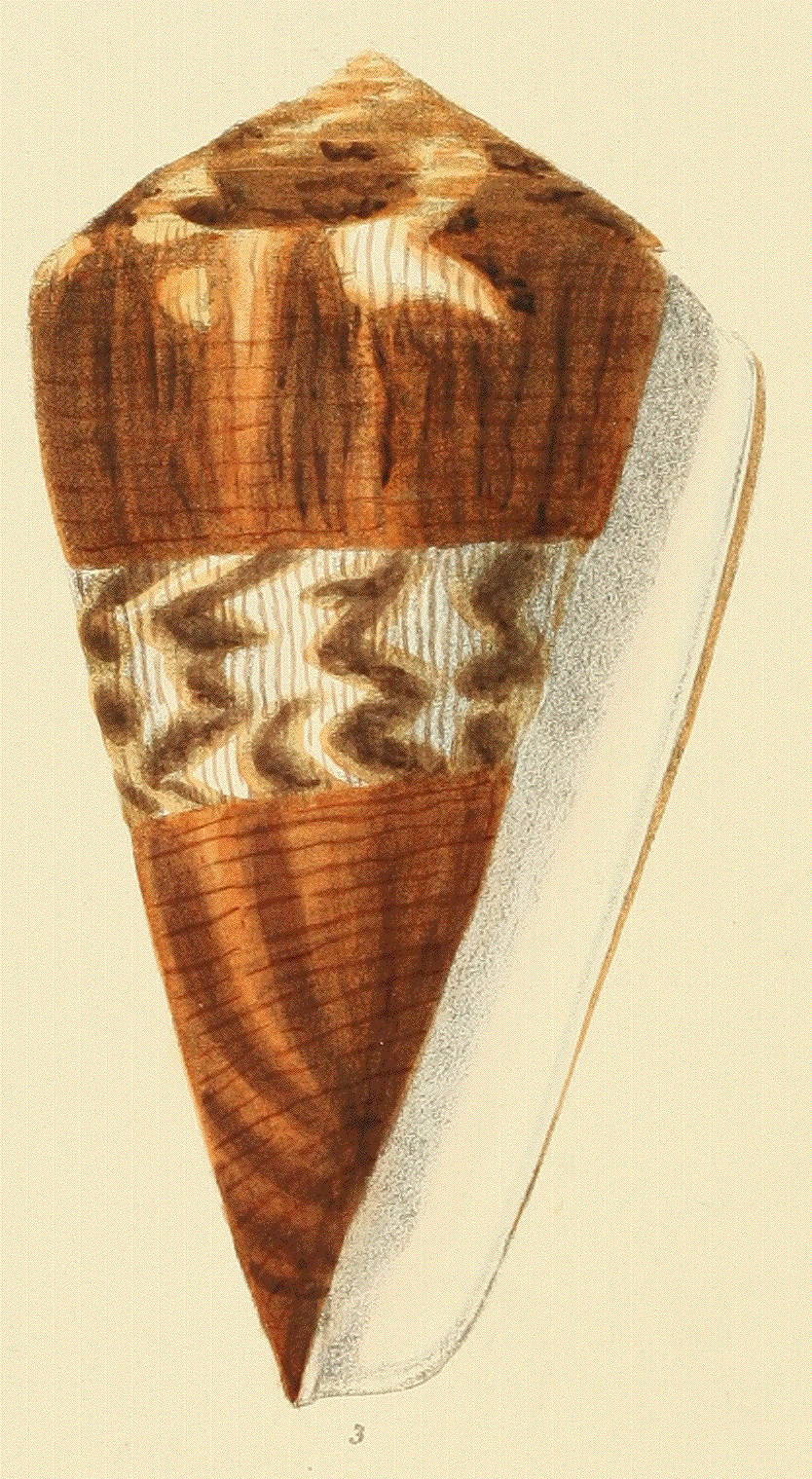
Conus vexillum

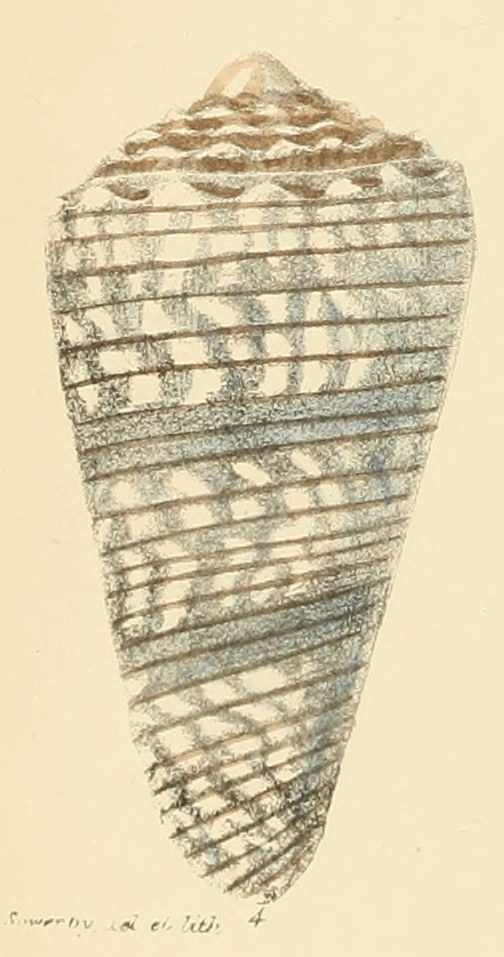
Conus zonatus

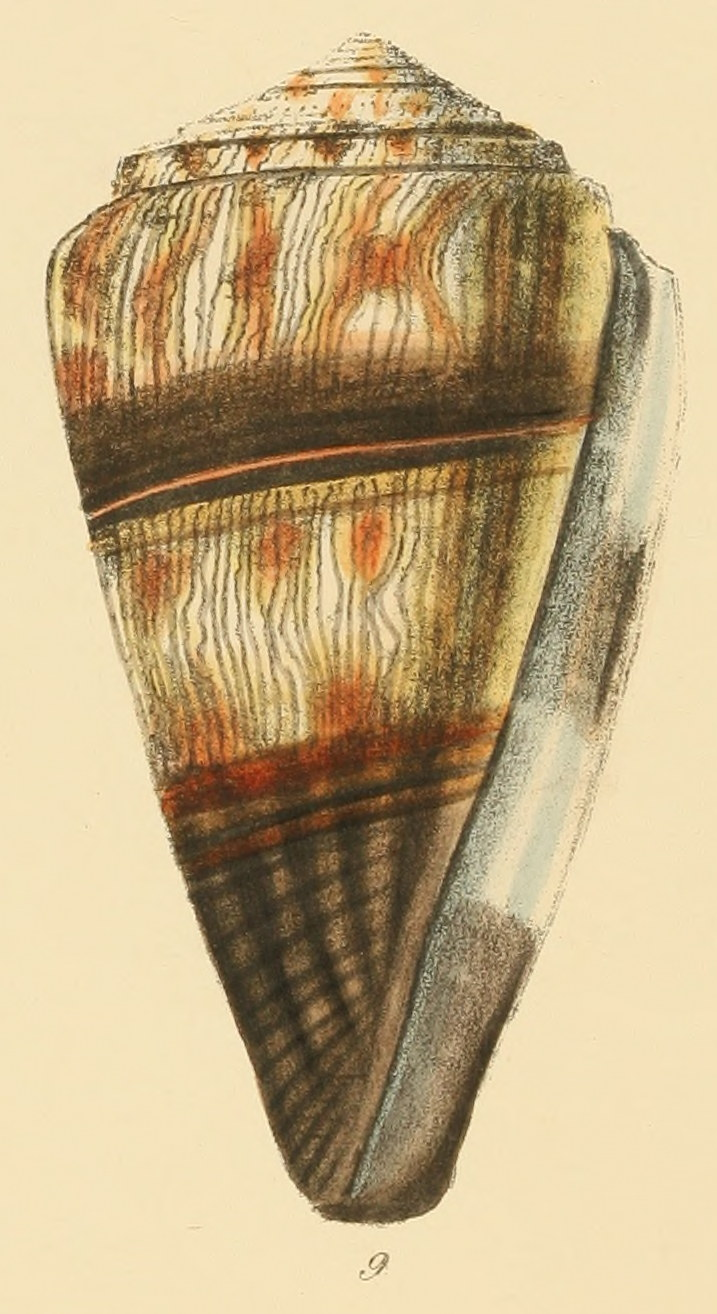
Conus miles

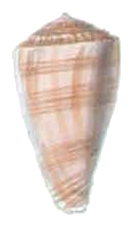
Conus ambiguus

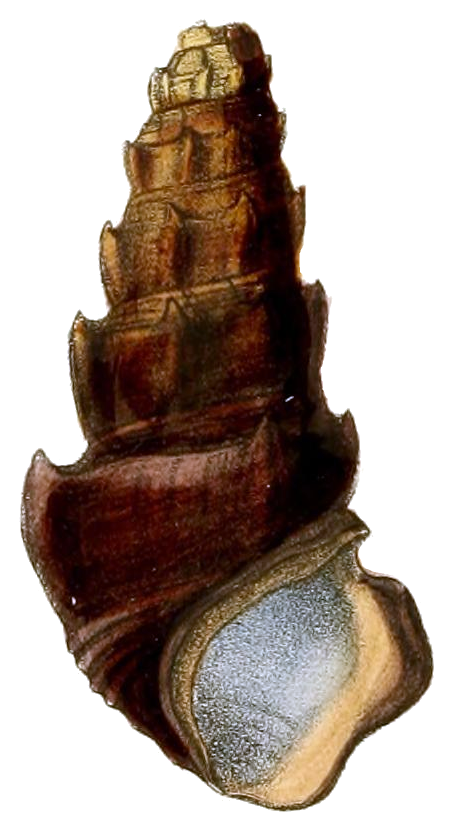
Madagasikara spinosa